# Robert Browning
Robert Browning (ur. 7 maja 1812 w Camberwell, w Londynie, zm. 12 grudnia 1889 w Wenecji) – angielski poeta i dramatopisarz.

## Życiorys

### Wczesne lata

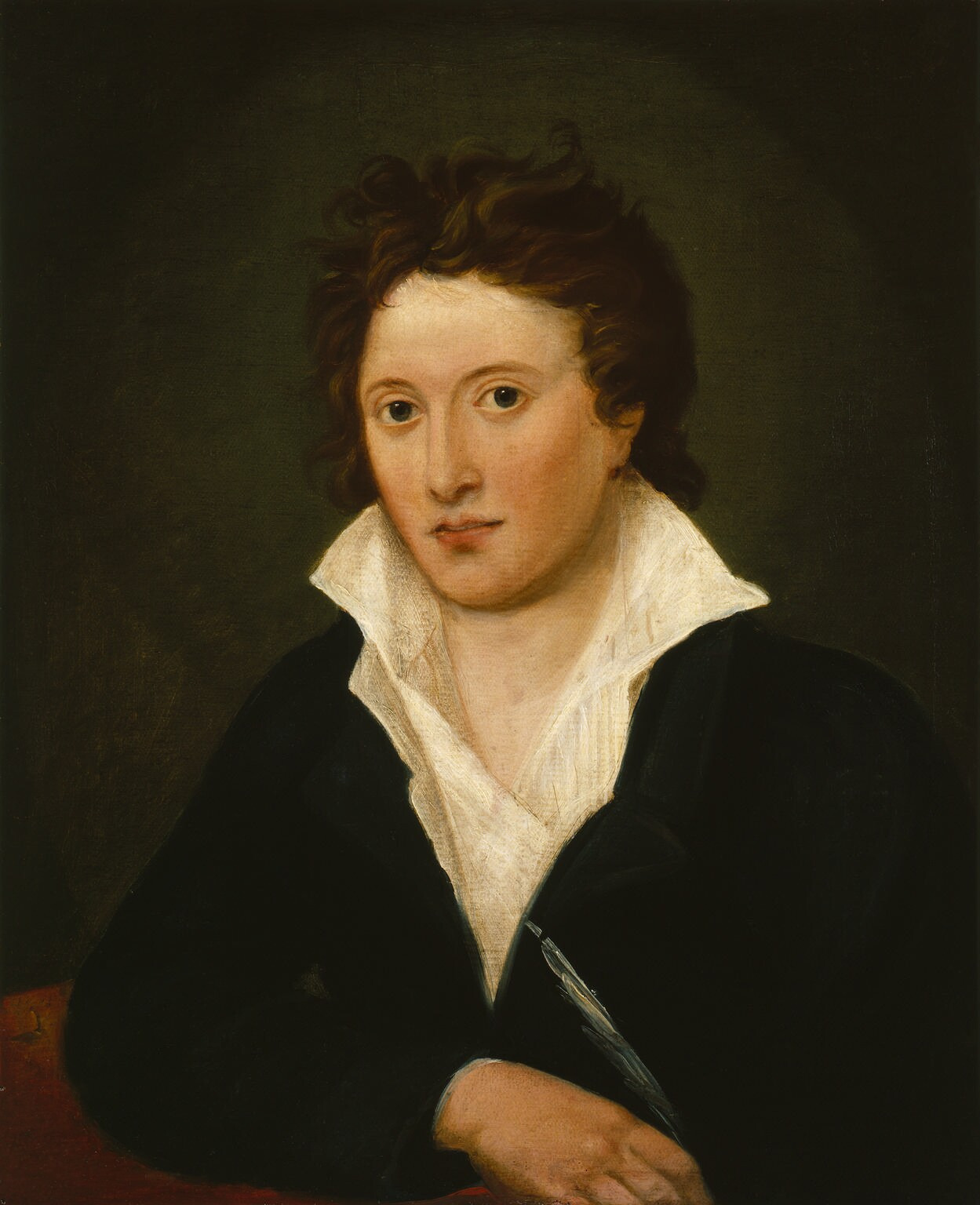
Percy Bysshe Shelley

Urodził się w Camberwell, jako jedyny syn Roberta i Sarah Wiedemann Browning. Miał młodszą siostrę Sariannę. Jego ojciec pracował jako dobrze opłacany urzędnik bankowy, dlatego mógł w praktyce zrealizować swoje zamiłowanie do książek, gromadząc około sześciotysięczny księgozbiór. Tak oto młody Robert był wychowywany w kontakcie z literaturą. Jego matka była pobożną nonkonformistką (nieanglikańską protestantką) – żyli prosto, ale ojciec zaszczepił w Robercie umiłowanie literatury i sztuki.
Szybko się uczył i w wieku czternastu lat płynnie posługiwał się językiem francuskim, włoskim, znał biegle grekę i łacinę. Stał się wielbicielem poetów romantycznych, zwłaszcza Shelleya. Naśladując Shelleya, na krótko stał się ateistą i wegetarianinem, ale później wspominał to jako przejściową fascynację. W wieku lat szesnastu wstąpił na uniwersytet w Londynie, ale po pierwszym roku go opuścił.

### Juwenilia
W marcu 1833 został opublikowany anonimowo pierwszy utwór Browninga, poemat w formie spowiedzi, Pauline: A Fragment of a Confession (Paulina albo fragment spowiedzi). Wydanie jego zostało sfinansowane przez rodzinę poety. Rozwlekły poemat miał być w zamyśle młodego autora jednym z serii utworów stworzonych przez jego różne fikcyjne alter ego (poetę, kompozytora itd.), projekt został jednak porzucony. Utwór został skrytykowany przez Johna Stuarta Milla. Pauline była niejednokrotnie powodem jego zakłopotania w późniejszym życiu – w przedmowie do wydania Collected Poems (Wierszy zebranych) z 1868 r. prosił czytelników o pobłażliwość podczas czytania jego juweniliów. W reedycji zbioru z 1888 r. dokonał zaś znacznych zmian w wierszu, twierdząc, że dwadzieścia lat znoszenia tych obrzydliwości to już dość długo.

### Początki kariery i utrata reputacji

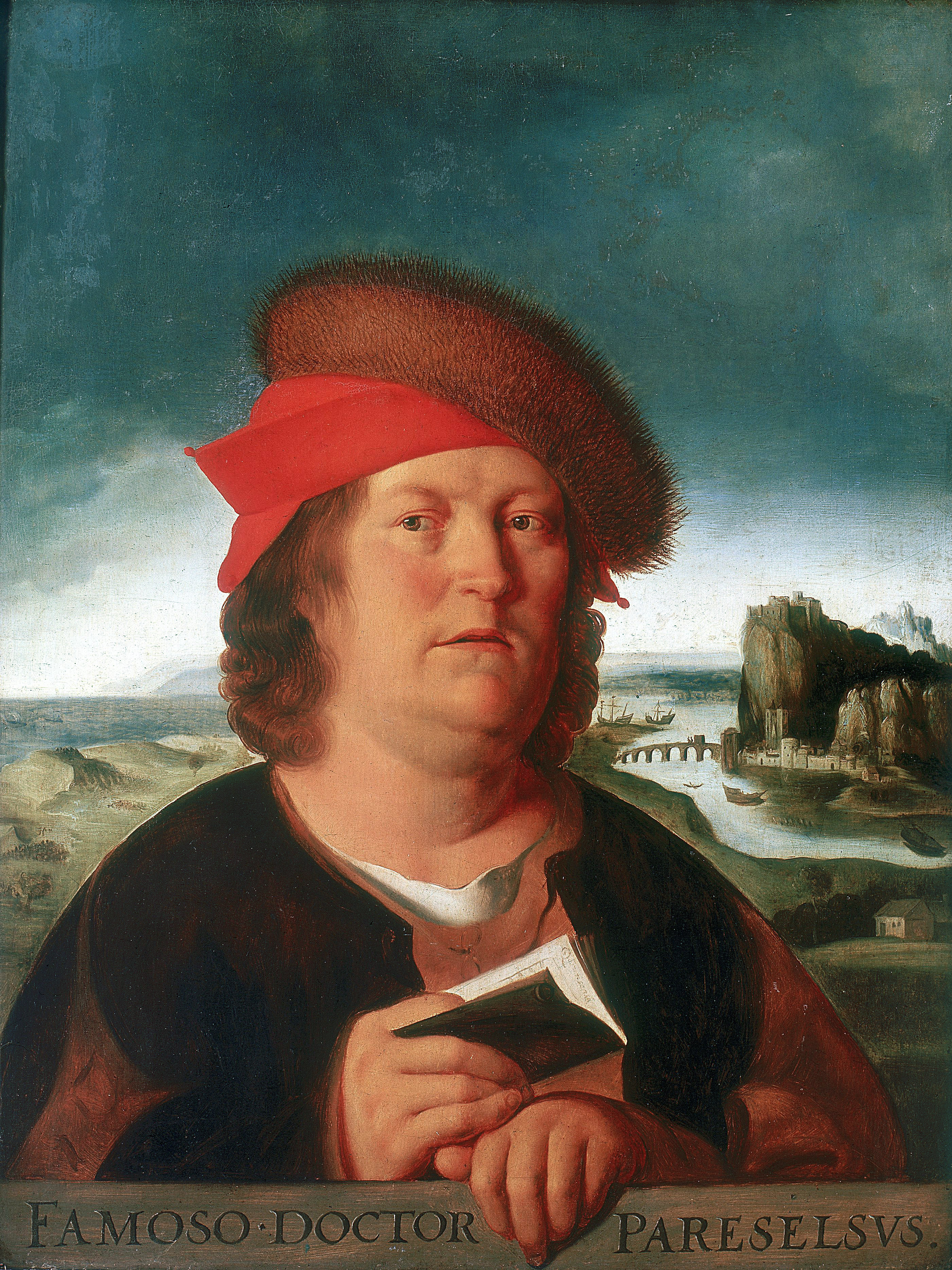
Paracelsus, bohater dramatu Roberta Browninga

W 1835 opublikował długi poemat dramatyczny Paracelsus, będący w zasadzie serią monologów wygłaszanych przez szwajcarskiego lekarza i alchemika Paracelsusa i jego przyjaciół. Wydany tym razem już pod nazwiskiem Browninga poemat (publikację sfinansował jego ojciec) zyskał uznanie krytyków i dobrze się sprzedawał. W ten oto sposób Browning wszedł do grona społeczności literackiej Londynu. W tym czasie stał się on w tych kręgach bardzo popularny i pożądany, dzięki swemu dowcipowi i wyczuciu stylistycznemu. Paradoksalnie jednak, wtedy właśnie podjął dwa kompletnie nieudane przedsięwzięcia – pisanie sztuk teatralnych (z których żadna nie była dość dobra, by pamiętano ją dziś) oraz stworzenie rozwlekłego poematu parzyście rymowanym wierszem Sordello (1840), dotyczącego wojny w średniowiecznych północnych Włoszech. Pełen niejasnych odniesień i wieloznaczny język stał się czymś w rodzaju kozła ofiarnego dla krytyków – młody poeta stał się przedmiotem żartów i wielu literatów zaczęło go unikać. Uznano, że jest obscure, czyli niezrozumiały. Wywarło to katastrofalny wpływ na jego karierę, nie pozwalając mu odzyskać popularności i poczytności aż do momentu wydania The Ring and the Book (Pierścienia i księgi) prawie trzydzieści lat później.

### Poeta niedoceniany

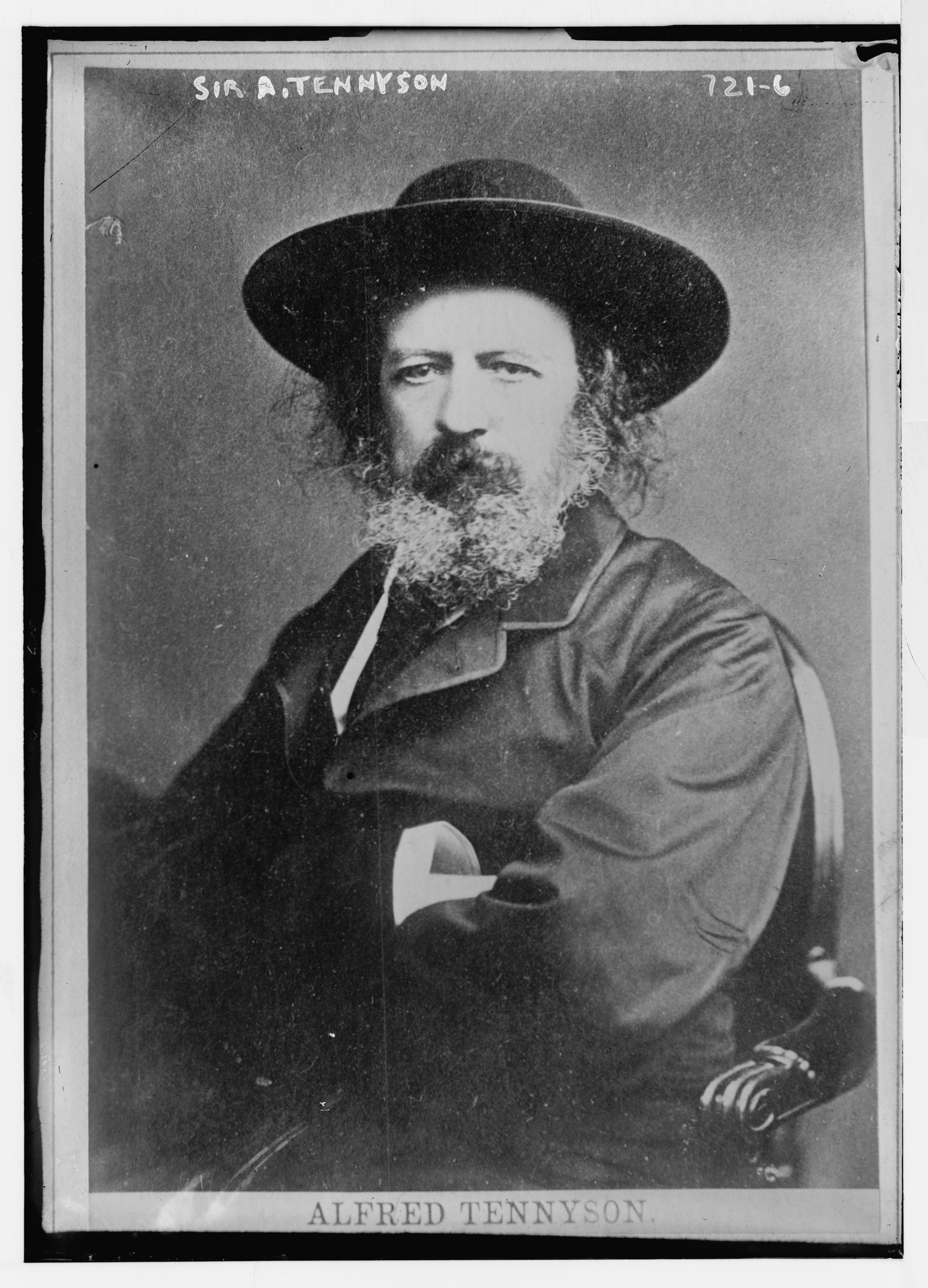
Alfred Tennyson, poeta-laureat, najważniejszy konkurent Browninga na polu poezji

Na początku lat 40. nadal publikował tomy sztuk teatralnych i krótszych utworów wierszowanych pod seryjnym tytułem Bells and Pommegranates (Dzwony i granaty). Chociaż sztuki, z wyjątkiem Pippa Passes (raczej poemat dramatyczny niż typowa sztuka), zostały prawie całkowicie zapomniane, zbiory poezji (Dramatic Lyrics, po raz pierwszy opublikowany w 1842 i Dramatic Romances and Lyrics z 1845) są często uważane za najlepsze dzieła poety, zawierając wiele z jego najbardziej znanych dziś wierszy. Choć podziwiane obecnie, w momencie wydania były w dużej mierze ignorowane jako skutek klęski Sordello.

### Małżeństwo z Elizabeth Barrett

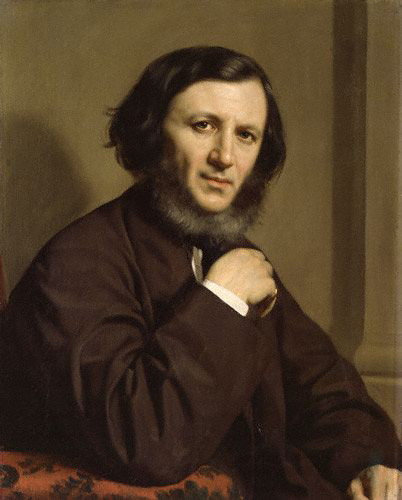
Michele Gordigiani, portret Roberta Browninga (1850)

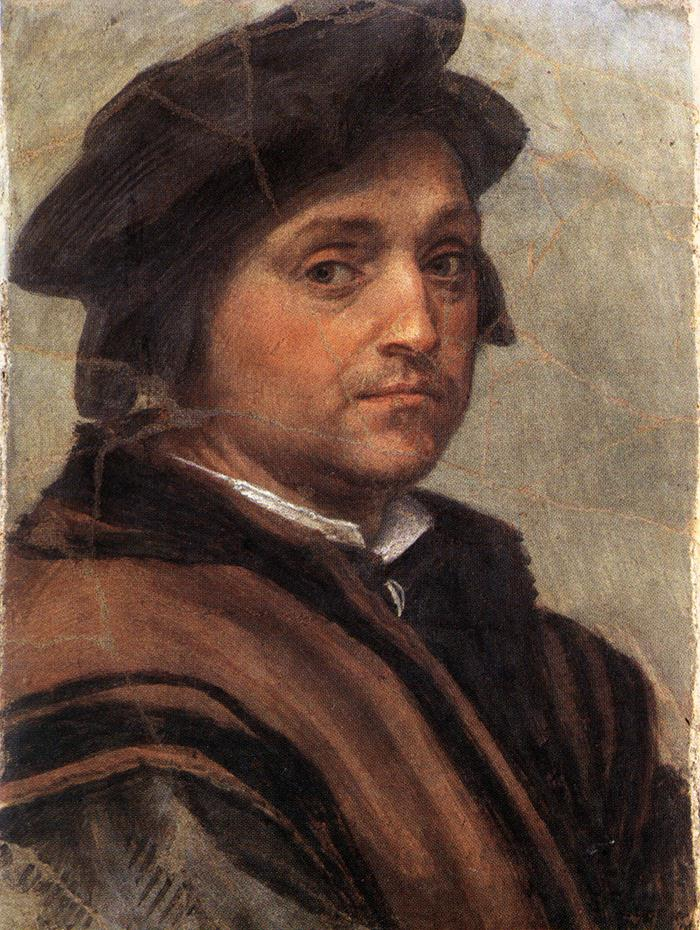
Andrea del Sarto, bohater monologu dramatycznego Roberta Browninga

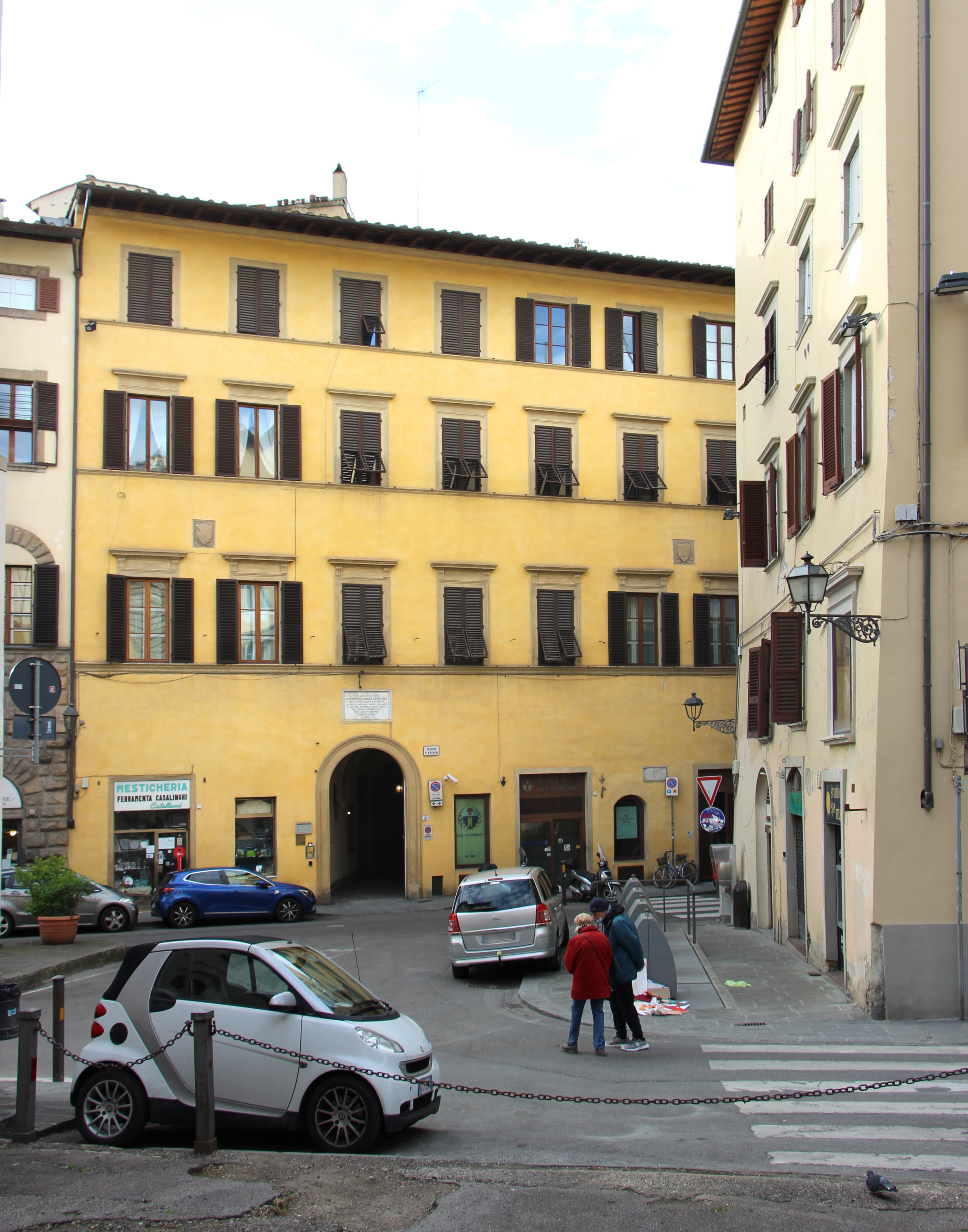
Pałac Casa Guidi we Florencji, w którym Robert Browning mieszkał z żoną i synem

Na początku 1845 roku Browning zaczął korespondować z poetką Elizabeth Barrett. W następnym roku para wzięła potajemnie ślub i wyjechała do Włoch. Ich syn, późniejszy malarz i krytyk, Robert Wiedemann Browning, urodził się we Florencji w 1849 roku. W latach 50. Browningowie nadal pisali i wydawali poezje we Włoszech. Pierwszym opublikowanym po ślubie utworem Browninga był długi poemat o treści religijnej Christmas-Eve and Easter-Day z 1850 roku. Kolejnym – Men and Women (Mężczyźni i kobiety), seria pięćdziesięciu dramatycznych poematów recytowanych przez pięćdziesiąt różnych postaci fikcyjnych i historycznych, z pięćdziesiątym pierwszym, One Word More (Jedno słowo więcej), z samym Browningiem jako narratorem, wierszem zadedykowanym żonie. Tytuł zbioru zaczerpnięty został z wersu z Sonnets from the Portuguese autorstwa Elizabeth Barrett Browning. Men and Women jest ogólnie uważany za najbardziej udany zbiór poezji Browninga. Współcześni krytycy często wymieniają ów tom wśród najważniejszych książek opublikowanych w wiktoriańskiej Anglii. Znów jednak, w czasach współczesnych poecie, tom nie spotkał się z dobrym przyjęciem i nie sprzedawał się dobrze.

### Powrót do łask

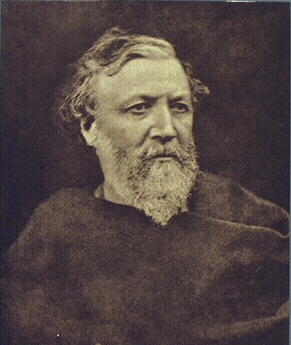
Robert Browning (1865)

Po śmierci Elizabeth w 1861 roku Browning z synem wrócili do Londynu. Wydany w 1864, pierwszy od dziewięciu lat nowo napisany utwór Dramatis Personae, przywrócił poecie dobrą reputację tak u odbiorców, jak i krytyków. Zebrane wydanie jego poezji opublikowane w poprzednim roku sprzedało się też dość dobrze, tak jak i kilka mniejszych tomików utworów zebranych. Dramatis Personae to osiemnaście wierszy, o nieco ciemniejszym od Men and Women tonie – centralnym tematem znowu stały się tu opowieści różnych postaci literackich i fikcyjnych. Religijne spory ówczesnej epoki, jak również odzwierciedlenie strapienia po śmierci żony wysunęły się na pierwszy plan w twórczości Browninga. Dramatis Personae był pierwszym tomem poezji Browninga, którego popularność wymogła drugie wydanie, chociaż liczba sprzedanych egzemplarzy nie była jeszcze oszałamiająco duża. W uznaniu za znaczący wkład do literatury poeta otrzymał nagrodę honorowej przynależności do college’u Balliol w Oksfordzie w 1867.

### U szczytu

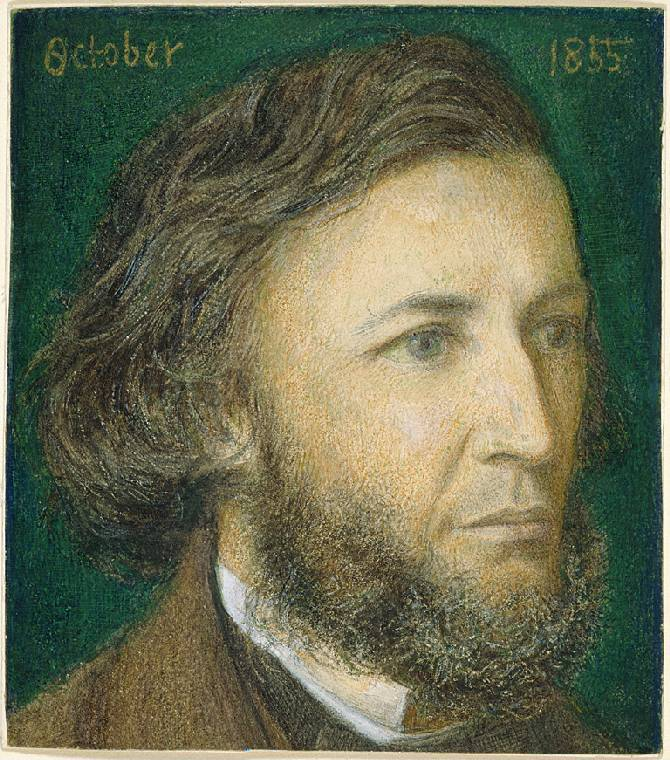
Dante Gabriel Rossetti, portret Roberta Browninga (1855)

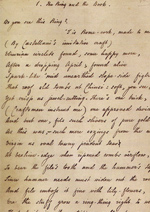
Rękopis początkowej część poematu Pierścień i księga

W 1868, po długiej pracy, Browning w końcu wydał długi poemat napisany wierszem białym, The Ring and the Book, który przyniósł mu nareszcie bogactwo i sławę, zapewniając przy tym reputację jednego z najważniejszych angielskich poetów. Opisujący zagmatwaną sprawę morderstwa w Rzymie w latach 90. XVII wieku, poemat jest złożony z dwunastu tomów – dziesięciu długich poematów dramatycznych, przekazywanych przez różnych narratorów z ich osobistej perspektywy, opatrzonych wstępem i posłowiem samego poety. Jedną z osób jest główna bohaterka, ofiara zbrodni, umierająca Pompilia Comparini. Liczące aż ponad 20 tysięcy wersów dzieło było najbardziej ambitnym projektem Browninga i zostało uznane za wielki wyczyn w dziedzinie poezji dramatycznej. Wydany w czterech oddzielnych tomach od listopada 1868 do lutego 1869 poemat był wielkim sukcesem komercyjnym i krytycznym, przynosząc Browningowi sławę, na którą pracował prawie przez trzydzieści lat.

### Końcowy okres twórczości

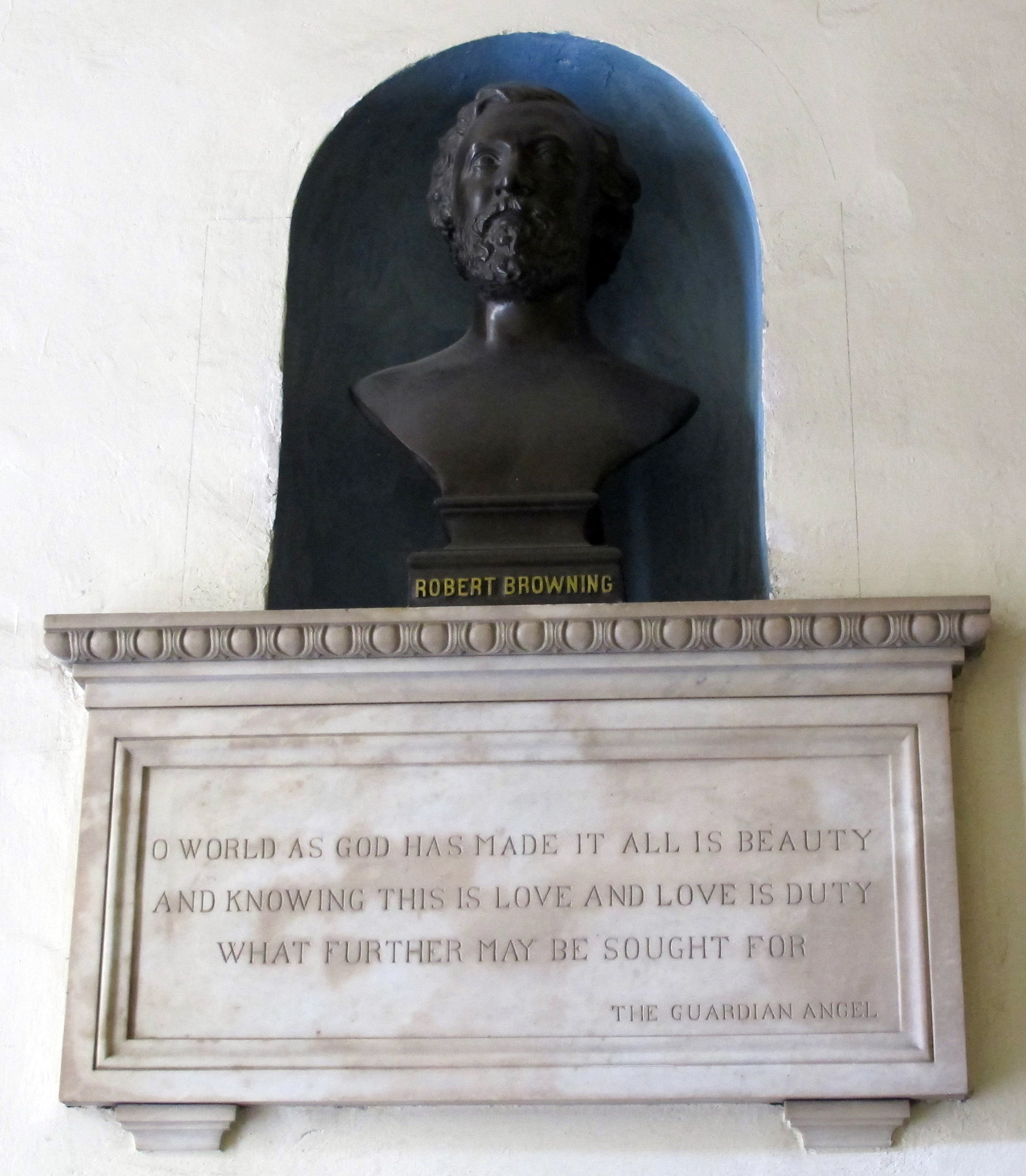
Popiersie Roberta Browninga w Casa Guidi

Sława i stabilność finansowa przyczyniły się do tego, że Browning znów stał się twórcą płodnym, jak za dawnych lat. W końcowych dwudziestu latach życia intensywnie podróżował, uczestniczył też w życiu literackim Londynu, opublikował jednak przy tym aż 15 nowych tomów. Żaden nie spotkał się z uznaniem równym The Ring and the Book, nie jest też popularny w czasach dzisiejszych. Ostatnie lata przynoszą jednak krytyczną reewaluację późnych utworów Browninga, wskazując na ich wysoką jakość poetycką i głębię psychologiczną. Po wydaniu w latach 70. serii długich poematów – z których na największą uwagę zasługują Fifine at the Fair i Red Cotton Night-Cap Country – Browning powrócił do krótszych form. Tom Pacchiarotto, and How He Worked in Distemper zawierał złośliwy atak na krytyków poety, zwłaszcza Alfreda Austina. W 1884 wydał zbiór poezji orientalnej Ferishtah’s Fancies. W 1887 Browning stworzył najważniejsze ze swych późnych dzieł, Parleyings with Certain People of Importance In Their Day. Przemówił w nim swym własnym głosem, przedstawiając serię dialogów z dawno zapomnianymi postaciami literatury, sztuki i filozofii. Po raz kolejny zadziwił wiktoriańskich czytelników, a w swym ostatnim zbiorze wierszy, Asolando. Fantazje i fakty (1889), zawarł już tylko zwięzłe liryki (poza autobiograficznym monologiem Rozwój).
Według kilku przekazów, Browning w latach 70. zaangażował się uczuciowo z Lady Ashburton, lecz nie pobrali się. W 1878 roku po raz pierwszy od śmierci Elizabeth odwiedził Włochy i jeszcze kilkakrotnie tam powracał. Zmarł w domu swego syna (pałacu Ca’ Rezzonico) w Wenecji. Pochowany został w Poets’ Corner w Westminster Abbey. Jego grób sąsiaduje z grobem Alfreda Tennysona.
Robert Browning był pierwszym poetą, którego głos został utrwalony dla potomności. Nagranie na wałku przy użyciu fonografu Thomasa Alvy Edisona dokonano na kilka miesięcy przed śmiercią autora w kwietniu na przyjęciu wydanym przez artystę Rudolfa Lehmanna. Browninga poproszono o wyrecytowanie do mikrofonu wiersza. Poeta deklamował utwór Jak to oni ważną wieść przynieśli z Gandawy do Akwizgranu. Zapomniał tekst i przepraszał za to zebranych. W pierwszą rocznicę śmierci poety nagranie odtworzono na posiedzeniu London Browning Society.

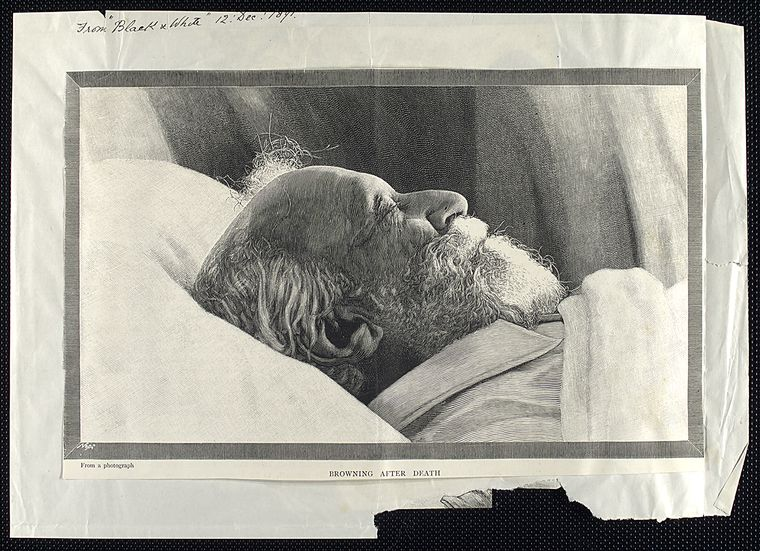
Pośmiertna fotografia Roberta Browninga

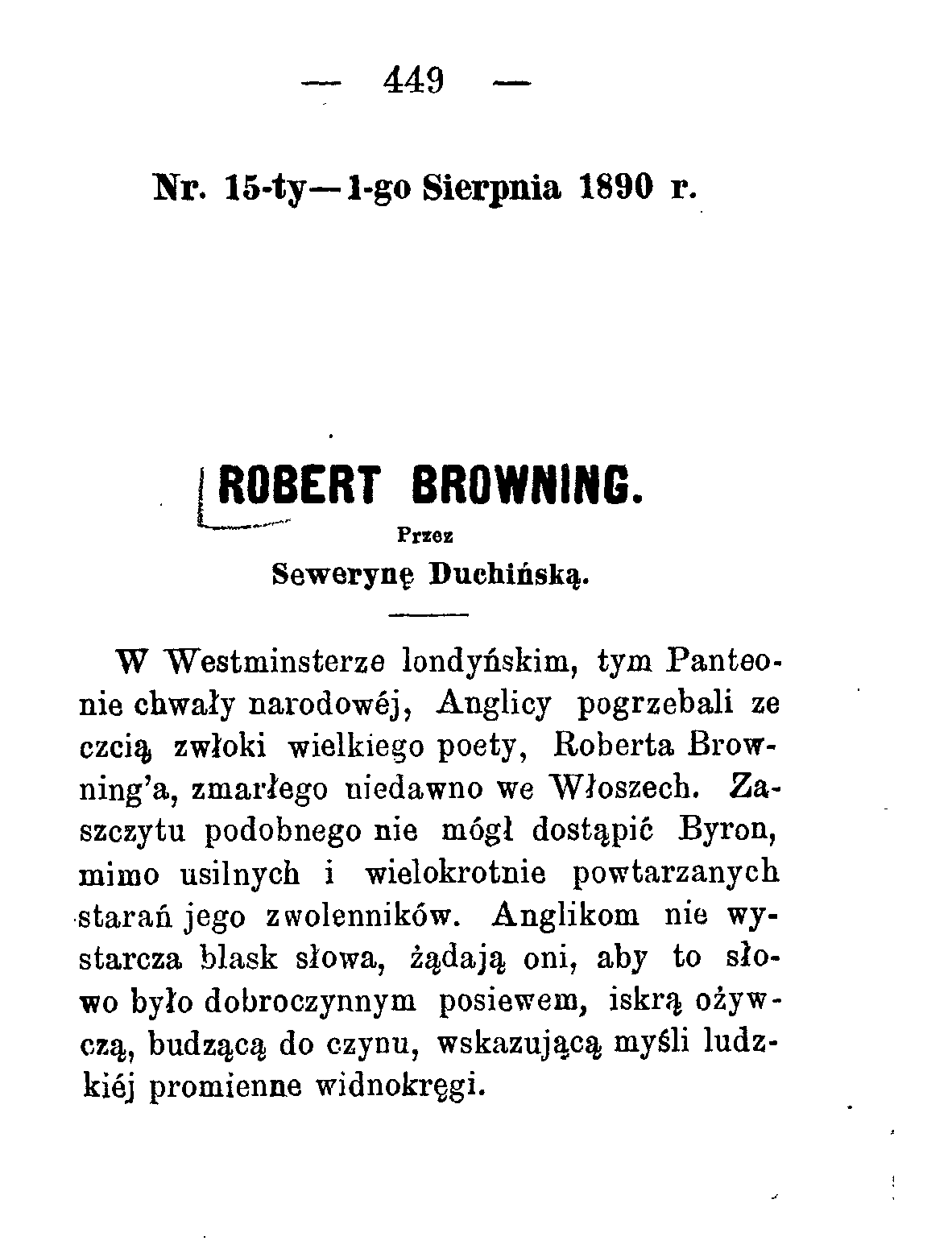
Pierwsza strona wspomnieniowego artykułu Seweryny Duchińskiej

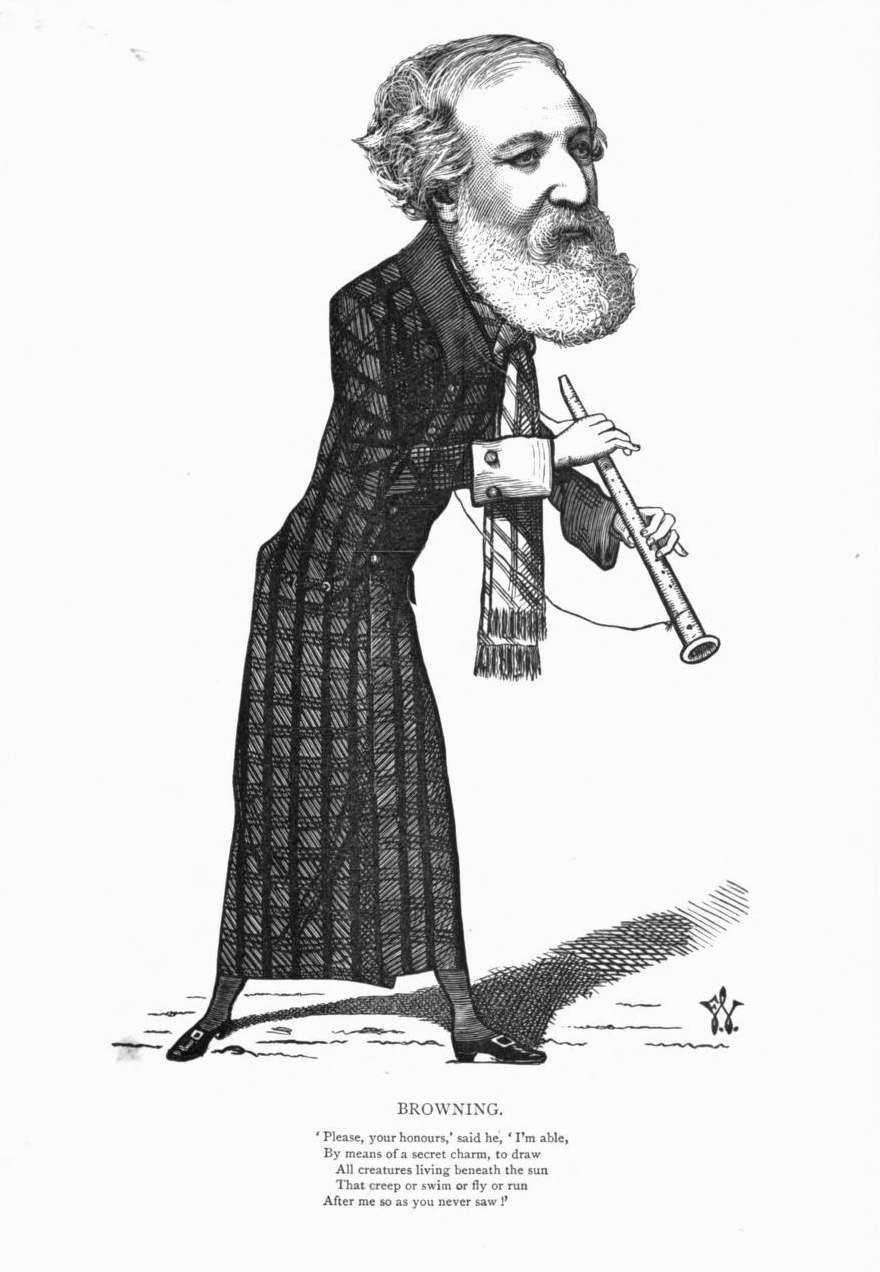
Karykatura Roberta Browninga

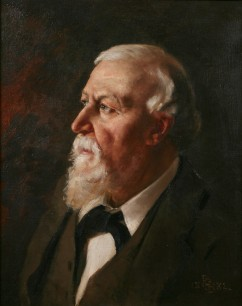
Robert Barrett Browning, Portret ojca, Roberta Browninga

## Wersyfikacja
Twórczość poety jest bardzo bogata pod względem formalnym. Wykorzystywał on rozmaite rodzaje wiersza i strof. Posługiwał się przede wszystkim wierszem białym (blank verse), czyli nierymowanym pentametrem jambicznym, to znaczy dziesięciozgłoskowcem sylabotonicznym, w którym akcenty padają na parzyste sylaby wersu (). Ten typ wiersza, znany z twórczości dramaturgów elżbietańskich, w tym Williama Szekspira, doprowadził do perfekcji. Eksperymentował też ze zwrotkami o różnej liczbie wersów i odmiennymi schematami rymów. Używał tercetów, tetrastychów, pentastychów, sestetów i dłuższych strof. W wierszu Meeting at Night spożytkował bardzo rzadki układ sześciowiersza abccba. Natomiast w poemacie Childe Roland to the Dark Tower Came użył sześciowiersza abbaab. Stosunkowo rzadko natomiast sięgał po formę sonetu, w przeciwieństwie do swojej żony, znanej przede wszystkim jako autorka cyklu sonetowego.

## Publikacje
- The Superiority of Persians (1832)
- Pauline: A Fragment of a Confession (1833)
- Paracelsus (1835)
- Strafford (dramat) (1837)
- Sordello (1840)
- Bells and Pomegranates I: Pippa Passes (dramat) (1841)
- Bells and Pomegranates II: King Victor and King Charles (dramat) (1842)
- Bells and Pomegranates III: Dramatic Lyrics (1842)
  - Porphyria’s Lover
  - Soliloquy of the Spanish Cloister
  - My Last Duchess
- Bells and Pomegranates IV: The Return of the Druses (dramat) (1843)
- Bells and Pomegranates V: A Blot in the 'Scutcheon (dramat) (1843)
- Bells and Pomegranates VI: Colombe’s Birthday (dramat) (1844)
- Bells and Pomegranates VII: Dramatic Romances and Lyrics (1845)
  - How They Brought the Good News from Ghent to Aix
  - The Bishop Orders His Tomb at Saint Praxed’s Church
- Bells and Pomegranates VIII: Luria i A Soul’s Tragedy (dramaty) (1846)
- The Pied Piper of Hamelin (1849)
- Christmas-Eve and Easter-Day (1850)
- Men and Women (1855)
  - A Toccata of Galuppi’s
  - Sir Roland pod Mroczną Wieżą stanął (Childe Roland to the Dark Tower Came)
  - Fra Lippo Lippi
  - Andrea Del Sarto
  - A Grammarian’s Funeral
  - An Epistle Containing the Strange Medical Experience of Karshish, the Arab Physician
- Dramatis Personae (1864)
  - Caliban upon Setebos
  - Rabbi Ben Ezra
- The Ring and the Book (1868-9)
- Balaustion’s Adventure (1871)
- Prince Hohenstiel-Schwangau, Saviour of Society (1871)
- Fifine at the Fair (1872)
- Red Cotton Night-Cap Country, or, Turf and Towers (1873)
- Aristophanes’ Apology (1875)
- The Inn Album (1875)
- Pachiarotto, And How He Worked in Distemper (1876)
- The Agamemnon of Aeschylus (1877)
- La Saisiaz i The Two Poets of Croisic (1878)
- Dramatic Idyls (1879)
- Dramatic Idyls: Second Series (1880)
- Jocoseria (1883)
- Ferishtah’s Fancies (1884)
- Parleyings with Certain People of Importance In Their Day (1887)
- Asolando: Facts and Fancies (1889)

## Upamiętnienie
Algernon Charles Swinburne napisał cykl A Sequence of Sonnets on the Death of Robert Browning.

## Oddziaływanie

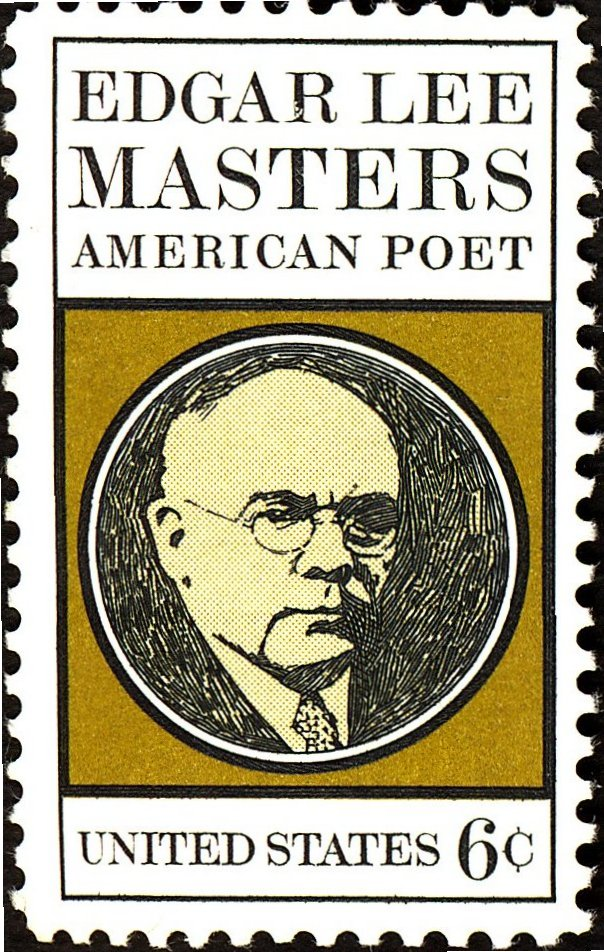
Edgar Lee Masters konsekwentnie posłużył się monologiem dramatycznym w tomiku Umarli ze Spoon River

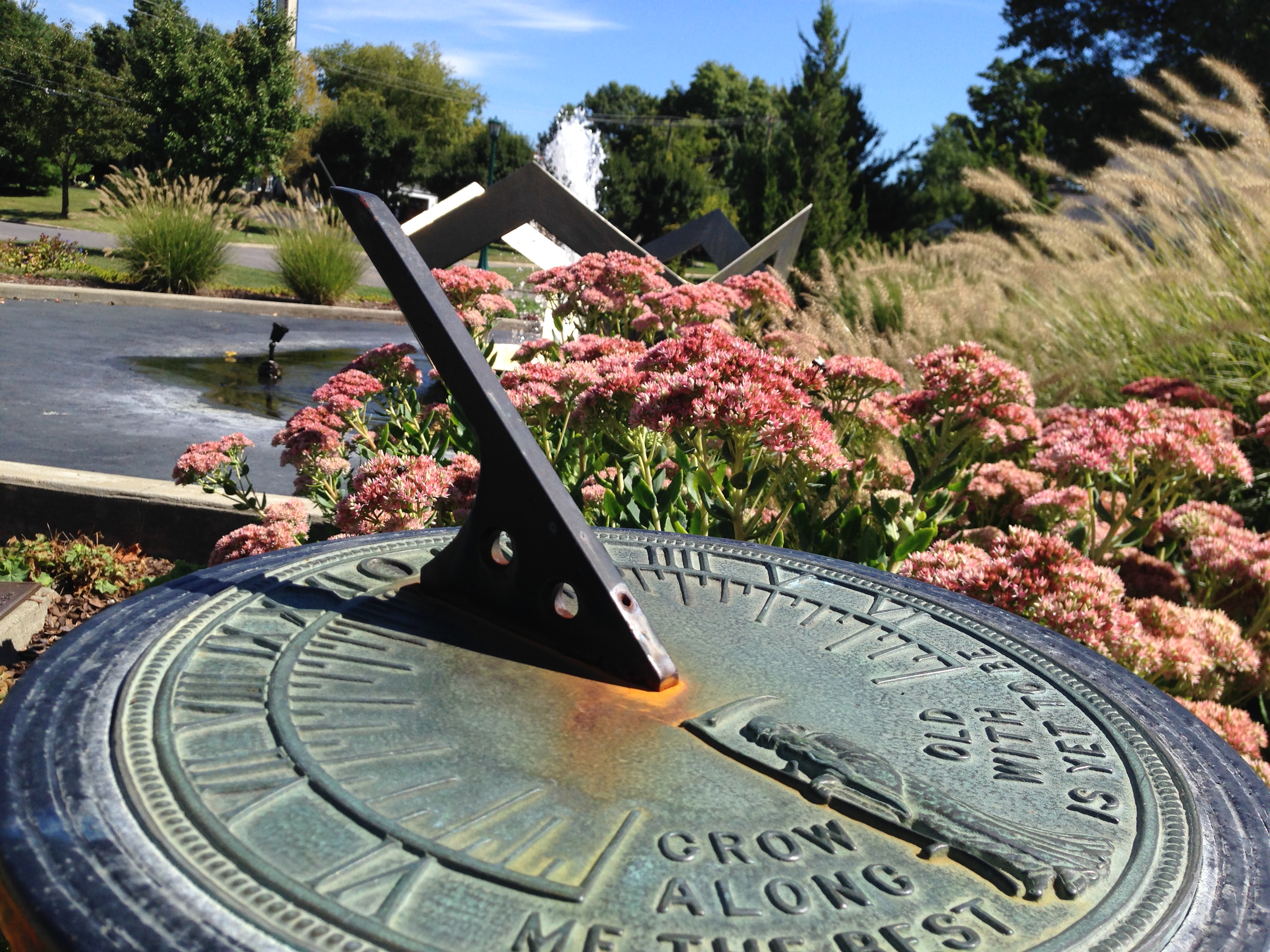
Zegar słoneczny z cytatem Grow old along wih me the best is yet to be z wiersza Roberta Browninga Rabbi Ben Ezra

Browning uchodzi za jednego z prekursorów nowoczesności. Twórczość poety mocno oddziaływała na poezję angielską i amerykańską wieku XX. Wpłynął zapewne na Thomasa Hardy’ego, Edwina Arlingtona Robinsona, Edgara Lee Mastersa, Roberta Frosta, Ezrę Pounda i T.S. Eliota, jak również na twórców z innych krajów, jak Konstandinos Kawafis i Fernando Pessoa. Spopularyzował monolog dramatyczny. Metoda narracji wielopunktowej, użyta w poemacie Pierścień i księga, została spożytkowana przez Akirę Kurosawę w filmie Rashōmon.
Poemat Childe Roland to the Dark Tower Came najprawdopodobniej odbił się echem w Ziemi jałowej T.S. Eliota i zainspirował Stephena Kinga do napisania cyklu Mroczna Wieża.

## Przekłady na język polski

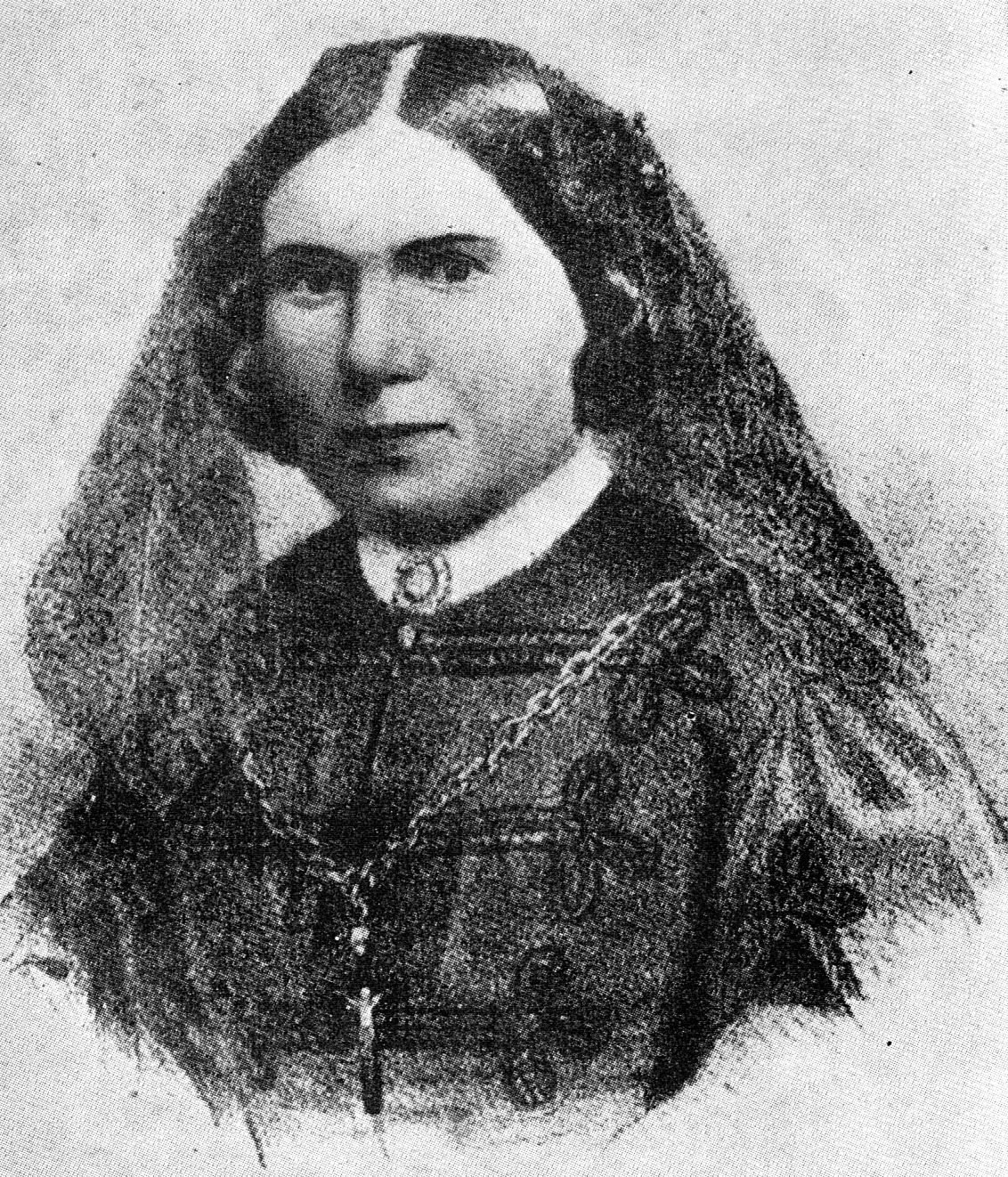
Seweryna Duchińska, pierwsza polska tłumaczka Browninga

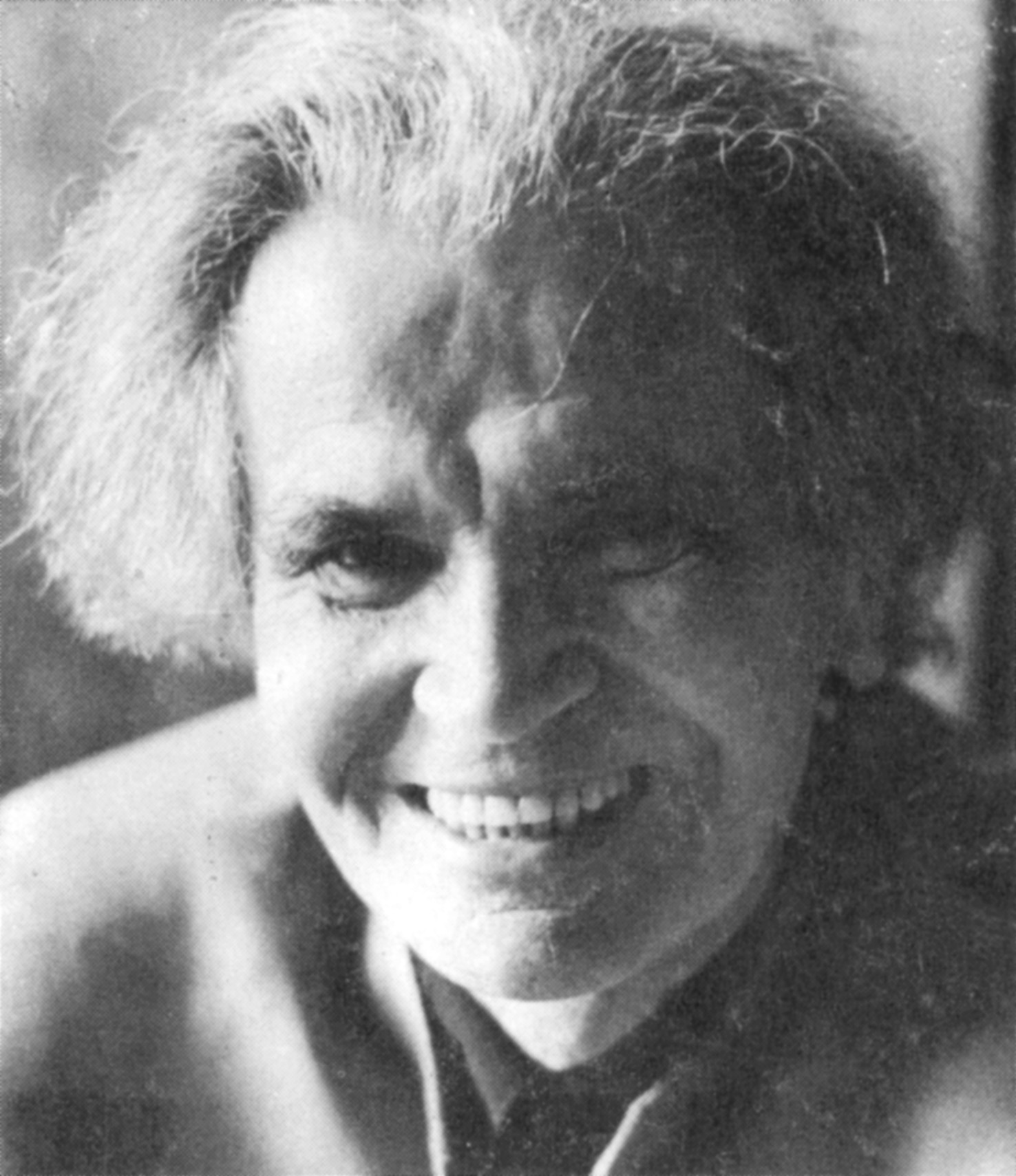
Jerzy Pietrkiewicz włączył wiersze Browninga do swojej Antologii liryki angielskiej (1300–1950)

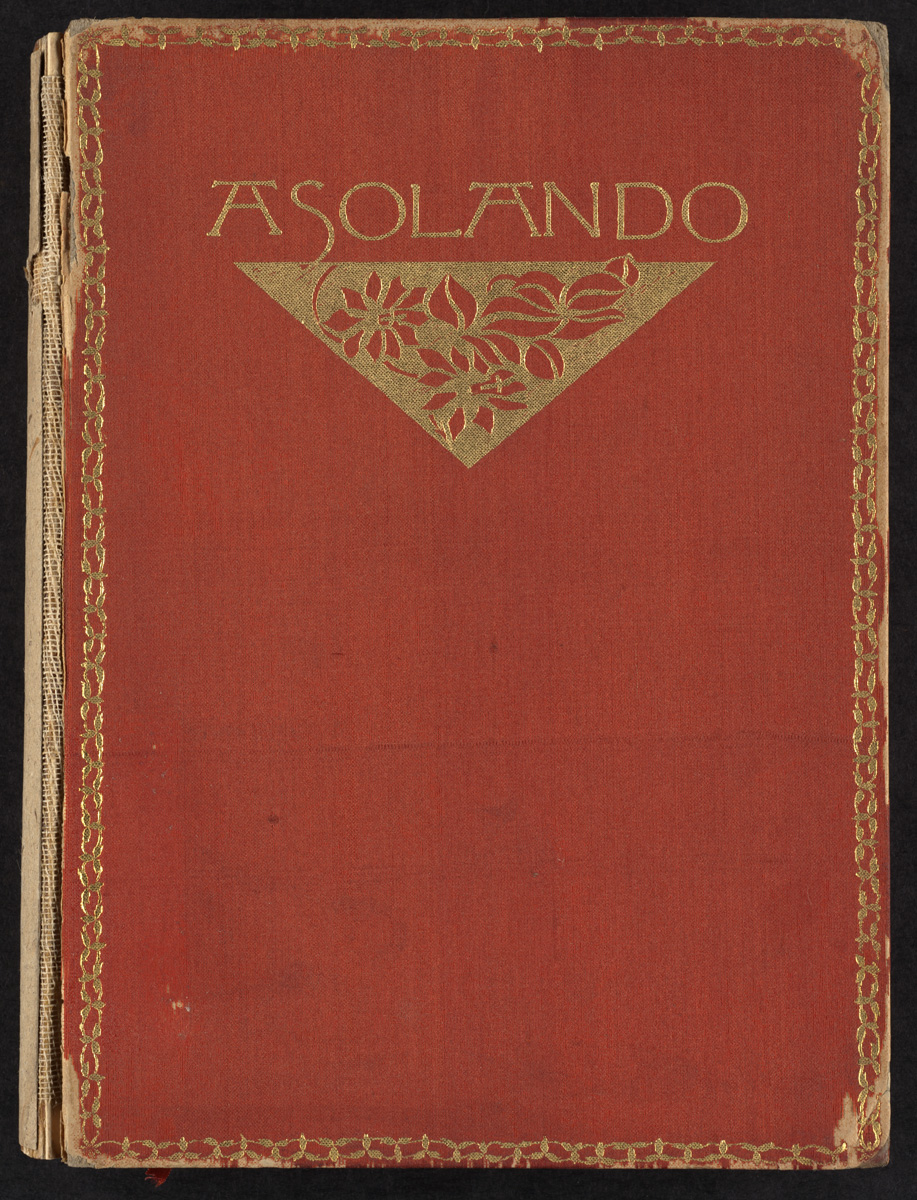
Okładka tomiku Asolando (1892)

Na język polski utwory Browninga tłumaczyli między innymi Seweryna Duchińska, Antoni Lange, Jan Kasprowicz, Zenon Przesmycki-Miriam, Lucjan Szenwald, Jerzy Pietrkiewicz, Czesław Miłosz, Juliusz Żuławski, Ludmiła Marjańska, Stanisław Barańczak i Tomasz Kubikowski. Niektóre wiersze, na przykład Spotkanie w nocy, mają po kilka tłumaczeń. Polski czytelnik ma do dyspozycji teksty utworów dramatycznych Pippa przechodzi i Na balkonie, jak też najważniejszych monologów, jak Andrea del Sarto, Kaliban o Setebosie czyli naturalna teologia na wyspie, Ostatnia przejażdżka we dwoje i Moja ostatnia księżna.